# Jacques Quétif
Jacques Quétif, född 1618 i Paris, död där 1698, var en fransk dominikan.
Quétif var bibliotekarie i klostret Saint Honoré i Paris. Han är känd för verket Scriptores ordinis praedicatorum (1719-21), som han gav ut tillsammans med ordensbrodern Jacques Échard.